# Jan Pilch
Jan Pilch (ur. 11 stycznia 1956 w Krakowie, zm. 2 kwietnia 2022 tamże) – polski perkusista, profesor sztuk muzycznych, prorektor ds. studenckich i ds. kształcenia Akademii Muzycznej w Krakowie. 

## Życiorys
Urodził się w Krakowie, gdzie w Akademii Muzycznej ukończył studia z wyróżnieniem w klasie perkusji Józefa Stojki. Doskonalił swoje umiejętności we Włoszech pod okiem Luigiego Torrebruna i Franca Campioniego. 
Uczestniczył wielokrotnie w najważniejszych polskich festiwalach muzyki współczesnej, m.in. „Warszawskiej Jesieni”, „Poznańskiej Wiośnie Muzycznej” czy „Musica Polonica Nova”. Był dyrektorem artystycznym odbywającego się w Krakowie festiwalu perkusyjnego „Źródła i inspiracje”. Współpracował z muzykami wielu różnych środowisk: z kompozytorami muzyki poważnej (np. Krystyna Moszumańska-Nazar, Bogusław Schaeffer, Magdalena Długosz), rozrywkowej (Marek Grechuta, Grzegorz Turnau, Stanisław Sojka, zespołami Pod Budą, Düpą czy Charming Beauties) oraz jazzmanami. 
Od 1982 był wykładowcą w krakowskiej Akademii Muzycznej, gdzie był inicjatorem powstania i wieloletnim kierownikiem Katedry Muzyki Współczesnej, Jazzu i Perkusji. W 2002 otrzymał tytuł profesora sztuk muzycznych. W latach 2016–2020 pełnił funkcję prorektora ds. studenckich i ds. kształcenia tej uczelni.
Zmarł 2 kwietnia 2022 roku. Został pochowany na Cmentarzu Rakowickim (cmentarzu wojskowym przy ul. Prandoty w Krakowie) (kw. CIX-2-3). 

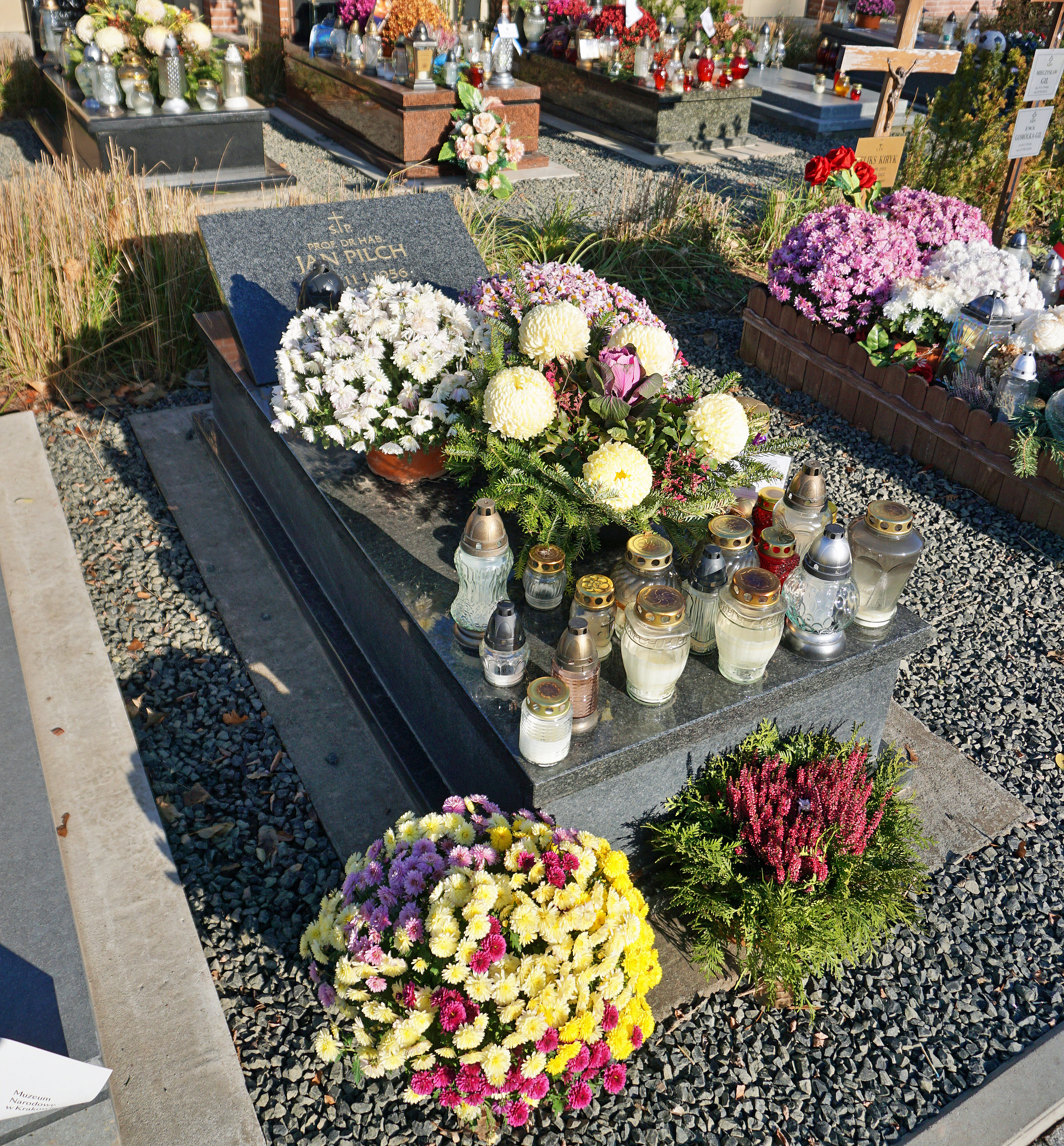
Grób Jana Pilcha na cmentarzu wojskowym przy ul. Prandoty w Krakowie

## Odznaczenia, nagrody
W 2008 otrzymał Brązowy Medal „Zasłużony Kulturze Gloria Artis”. W 2018 został odznaczony Złotym Krzyżem Zasługi. Otrzymał również Medal Komisji Edukacji Narodowej, nagrodę prof. Ruth i Raya Robinsonów „Excellence in Teaching” i in.

## Dyskografia
- 1987: Marek Grechuta – Wiosna – ach to ty
- 1989: Marek Grechuta – Krajobraz pełen nadziei
- 1991: Grzegorz Turnau – Naprawdę nie dzieje się nic
- 1991: Stanisław Sojka – Acoustic
- 1993: Pod Budą – Jak kapitalizm to kapitalizm
- 1993: Antonina Krzysztoń – Takie moje wędrowanie
- 1998: Zbigniew Preisner – Requiem dla mojego przyjaciela
- 2003: Anna Treter – Na południe